# Maria Katarzyna od św. Augustyna
Maria Katarzyna od św. Augustyna, właśc. fr. Catherine Simon de Longpré (ur. 3 maja 1632 w Saint-Sauveur-le-Vicomte w Dolnej Normandii, zm. 8 maja 1668 w Québecu w Kanadzie) – francuska zakonnica (siostra szpitalna), błogosławiona Kościoła rzymskokatolickiego.
Ochrzczona w kościele parafialnym pod wezwaniem św. Jana Chrzciciela, jej wychowaniem zajęła się babka.
Wstąpiła do zakonu Kanoniczek Regularnych Szpitalnych od Miłosierdzia Jezusa i Reguły Świętego Augustyna (w skrócie Siostry Augustianki od Miłosierdzia Jezusa). 24 października 1646 roku otrzymała habit i przyjęła imię zakonne Maria Katarzyna.
Miała dar ekstazy i wizje Matki Boskiej i Jezusa a także świętego Michała Archanioła i świętego Józefa. Miała wizje dusz w czyśćcu. Także miała wizję trzęsienia ziemi w Kanadzie w czasie trwania owego. Ofiarowała siebie jako ofiarę całopalną i mimo gwałtownych wstrząsów nikt nie zginął.
Zmarła w opinii świętości.
Została beatyfikowana przez papieża Jana Pawła II w dniu 23 kwietnia 1989 roku.